# 戈尔德拉 (路易斯安那州)
戈尔德拉（英語：Goldonna），是美国路易斯安那州下属的一座村镇。根据2010年美国人口普查，该市有人口430人。建置上，属于“village”。